# Естественно-научный лицей № 145 (Киев)
Киевский естественно-научный лицей № 145 — среднее образовательное учреждение Печерского района Киева. Профильные дисциплины: физика, математика, информатика, химия. Неизменно входит в ТОП лучших школ Киева. По состоянию на 2023 год , занимает вторую позицию.

## История
В 1962 году по инициативе Киевского университета и городского Совета народных депутатов в городе была открыта физико-математическая школа № 145. Школа, на протяжении всего своего существования считавшаяся элитной (в частности, для преподавания иностранных языков приглашались учителя из-за границы), подготовила свыше 3000 выпускников, из которых 80 % (по информации, полученной от директора лицея № 145) получили впоследствии учёные степени. Школа, учебная программа которой формировалась, в частности, Академией наук Украины, одной из первых в стране получила статус лицея. В начале 1990-х годов большое количество преподавателей лицея уехали за границу, однако позже отток кадров был остановлен.

## Учебный процесс
Обучение в лицее ведётся с восьмого по одиннадцатый классы. Способности учащихся определяются и развиваются в 8-9 классах, после чего начинается углублённое изучение точных и естественных наук и информатики, ученики получают довузовскую профессиональную подготовку. Программы по математике и физике разработаны для лицея по специальному заказу совместно с преподавателями Киевского национального университета имени Тараса Шевченко.
На базе лицея создана секция Малой академии наук, осуществляющая координацию исследовательской работы учащихся. Для исследовательской работы учащиеся лицея допущены в лаборатории исследовательских институтов НАНУ. В лицее создана основа для подготовки участников предметных и тематических олимпиад и конкурсов всеукраинского и международного уровня. Широко развита структура внеурочного образования, преподаются 35 спецкурсов и восемь факультативов.

## Преподавательский состав
Директор лицея — Николай Николаевич Левтик, Заслуженный работник просвещения.
Педагогический коллектив включает: 3 заслуженных учителя Украины; 6 учителей-методистов; 16 старших учителей; 40 учителей высшей категории; 8 учителей Соросовских стипендиатов; 6 кандидатов физмат наук; 2 доктора физмат наук.
Лекции и спецкурсы в лицее читают преподаватели вузов и научные сотрудники НАН Украины.

## Учащиеся
За 1992—2004 года среди учеников лицея были:
- 18 призёров международных олимпиад по физике, математике, химии, информатике
- 9 призёров международных научно-практических конференций по физике, химии, географии
- 41 призёр Всеукраинских олимпиад по физике, математике, информатике, химии, биологии, географии
- 6 победителей и 16 призёров олимпиад фонда Сороса (1994—2000)

Киевский естественно-научный лицей регулярно входит в число ведущих общеобразовательных учреждений города по результатам национального тестирования. В 2009 году лицей занял второе место по Киеву по математике, в 2010 — первое, а в 2011 году суммарное третье место по итогам тестирования по всем предметам.

## Известные выпускники
- Гуриев, Сергей Маратович
- Вязовская, Марина Сергеевна
- Милованов, Тимофей Сергеевич
- Чернодуб, Максим Николаевич
- Климкин, Павел Анатольевич